# Alcanivoracaceae
Die Alcanivoracaceae sind eine Familie von Bakterien. Einige Arten sind in der Lage Erdöl abzubauen, was sie für die Bekämpfung von Ölverschmutzungen im Meer interessant macht. Die Familie zählt zu den Proteobacterien.

## Merkmale
Die Zellen sind stäbchenförmig. Die Länge und Breite ist je nach Art unterschiedlich. Bei der Art Alcanivorax jadensis handelt es sich um Zellen mit einer Breite zwischen 0,3–0,7 μm und einer Länge von 0,8–1,8 μm. Die Zellen der Art Pelagibaculum spongiae zeigen eine Breite von 1,0–1,2 μm und eine Länge von meistens 8 μm, die Länge kann zwischen 4 und 35 μm variieren.
Einige Arten von Alcanivorax sind unbeweglich, andere Arten sind mit Flagellen ausgestattet. Auch Pelagibaculum spongiae und die zwei Arten von Ketobacter, K. nezhaii und K. alcanivorans, besitzen Flagellen und können sich damit fortbewegen.
Der Gram-Test verläuft negativ, was für die Proteobakterien typisch ist.

## Stoffwechsel
Bei den Alcanivoracaceae handelt es sich meist um aerobe, also auf Sauerstoff angewiesene, Bakterien. Einige sind auch in der Lage ohne Sauerstoff zu leben (anaerob). Viele Arten der Alcanivoracaceae können langkettige Kohlenwasserstoffe (Alkane) abbauen. Sie zählen zu den hydrocarbonoklastischen Bakterien ("Kohlenwasserstoff-zerbrechende Bakterien", englisch hydrocarbonoclastic bacteria, abgekürzt HCB). Nur wenige einfache organische Verbindungen werden von einigen Arten zusätzlich als Kohlenstoff- und Energiequelle verwendet. Hierbei handelt es sich u. a. um Formiat, Acetat, Propionat, Methylpyruvat und Ketoglutarat.
Einige Arten von Alcanivorax sind auf langkettige Kohlenwasserstoffe zwingend angewiesen, sie werden als obligat hydrocarbonoklastische Bakterien bezeichnet (engl. obligate hydrocarbonoclastic bacteria, abgekürzt OHCB). Sie sind nicht in der Lage, andere Kohlenstoffquellen zu nutzen.
Es folgt eine Liste einiger Merkmale von Beispielarten:
|                           | Alcanivorax dieselolei | Alcanivorax marinus | Alcanivorax borkumensis | Pelagibaculum spongiae | Ketobacter alcanivorans |
| ------------------------- | ---------------------- | ------------------- | ----------------------- | ---------------------- | ----------------------- |
| Zellbreite in μm          | 0,3–0,7                | 0,5–0,6             | 0,4–0,7                 | 1,0–1,2                | 0,4–0,6                 |
| Zelllänge in μm           | 0,8–2,0                | 1,0–1,2             | 4,0–35                  | 1,6–1,8                |                         |
| Bewegung durch Flagellen  | +                      | +                   | -                       | +                      | +                       |
| Optimale Temperatur in °C | 28                     | 28                  | 25–30                   | 20–22                  | 25                      |
| Optimaler pH-Wert         | 7,0–8,0                | 7,5                 | k. A.                   | 7,0–8,0                | 7,0–8,0                 |
| Katalase                  | +                      | +                   | +                       | -                      | -                       |
| Oxidase                   | +                      | s                   | +                       | +                      | s                       |

Legende:
+; Test verläuft positiv, -; Test verläuft negativ
k. A.; keine Angabe
s; schwach

## Systematik
Die Alcanivoracaceae zählen zu der Ordnung Oceanospirillales. Die zuerst beschriebene Art der Familie, also die Typusart, ist Alcanivorax borkumensis. Sie wurde im Jahr 1998 von Michail M. Yakimov und Mitarbeitern entdeckt und beschrieben. Im Januar 2021 wurden drei Gattungen in der Familie geführt: Alcanivorax, Ketobacter und  Pelagibaculum. Die Art Alcanivorax jadensis wurde bei ihrer ersten Beschreibung zuerst zu der neu aufgestellten Gattung Fundibacter als Fundibacter jadensis gestellt. Die phenotypischen Merkmale ähnelten allerdings sehr stark der Gattung Alcanivorax und die 16S rRNA stimmte zu 97,2 % überein, so dass Fundibacter jadensis zu Alcanivorax jadensis umbenannt und zu der Gattung Alcanivorax gestellt wurde. Da sie die einzige Art der Gattung Fundibacter war, wurde die Gattung daraufhin aufgelöst. Fundibacter jadensis ist nun ein Synonym für Alcanivorax jadensis.
Es folgt eine Liste der Gattungen mit einigen Arten:
- Alcanivorax Yakimov et al. 1998
  - Alcanivorax borkumensis Yakimov et al. 1998
  - Alcanivorax dieselolei Liu and Shao 2005
  - Alcanivorax jadensis (Bruns and Berthe-Corti 1999) Fernández-Martínez et al. 2003
  - Alcanivorax marinus Lai et al. 2013
  - Alcanivorax venustensis Fernández-Martínez et al. 2003
  - Alcanivorax xenomutans Rahul et al. 2014
- Ketobacter Kim et al. 2018
  - Ketobacter alkanivorans Kim et al. 2018
  - Ketobacter nezhaii Li et al. 2020
- Pelagibaculum Knobloch et al. 2019
  - Pelagibaculum spongiae Knobloch et al. 2019

## Ökologie
Viele Arten der Alcanivoraceae Arten können langkettige Alkane, wie z. B. Erdöl, als Nahrungsquelle nutzen. Sie zählen also zu den sogenannten hydrocarbonoklastischen Bakterien. Dadurch sind sie im Interesse für die Beseitigung von Ölverschmutzungen im Meer. Bei den Alcanivoraceae sind vor allem Arten der Gattung Alcanivorax hierzu in der Lage, auch die Art Ketobacter alkanivorans kann langkettige Alkane abbauen. Die meisten Arten von Alcanivorax sind hoch spezialisiert auf den Abbau von linearen und verzweigten Alkanketten. Sie dominieren typischerweise in mit Öl verschmutzenden Regionen im Meer und können Biofilme um Öltröpfchen und an der Öl-Wasser-Grenzfläche bilden. Sie sind durch ihre hochgradig angepassten Stoffwechselfähigkeiten von starken Nutzen bei der Reinigung von mit Öl verschmutzten Stellen im Meer.
Bis auf die zu den grampositiven Firmicutes zählende Art Planomicrobium alkanoclasticum sind alle bekannten, obligat hydrokarbon-abbauenden Bakterien (OHCB) in der Klasse der Gammaproteobakterien zu finden (Stand 2019). Zu den Gammaproteobakterien zählende OHCB sind z. B. in den Gattungen Cycloclasticus, Neptunomonas, Oleibacter, Oleiphilus, Oleispira und Thalassolituus zu finden. Das Vorkommen von OHCB scheint auf marine Umgebungen beschränkt zu sein, was auf eine evolutive Entwicklung innerhalb der Ozeane schließen lässt. Andere Arten die langkettige Kohlenwasserstoffe abbauen können, aber nicht zwingend darauf angewiesen sind, finden sich zum Beispiel bei Marinobacter und Acinetobacter (beide Gattungen zählen ebenfalls zu den Gammaproteobacteria).
Die Art Pelagibaculum spongiae wurde von einer Schwammart,
Halichondria panicea isoliert.